# Eduard Marcard
Eduard Marcard (seit 1888 von Marcard) (* 14. Dezember 1826 in Hannover; † 17. Dezember 1892 in Berlin) war Beamter zunächst in Diensten des Königreichs Hannover und nach 1866 in preußischen Diensten. Außerdem war er Mitglied des Preußischen Abgeordnetenhauses.

## Herkunft
Sein Großvater war der herzoglich oldenburgische Hofarzt und Schriftstellers Heinrich Matthias Marcard (1747–1817).
Seine Eltern waren der hannoverische Hofrat Gustav Jakob Wilhelm Marcard (* 1781; † 7. November 1841) und dessen Ehefrau Katharina Magdalena Wüste † (22. April 1869). Sein Vater war der für Ostfriesland zuständige Hofrat.

## Leben und Wirken
Eduard Marcard begann nach dem Besuch des Lyceums in seinem Geburtsort Hannover in Göttingen 1848 das Studium der Rechtswissenschaften. Er gehörte dort im Mai 1848 zu den Mitstiftern der Burschenschaft Hannovera. Das Staatsexamen bestand er 1851 mit Auszeichnung und wurde Auditor (Referendar) in Osnabrück, wechselte danach aber in den Verwaltungsdienst des Königreichs Hannover.
Seit 1857 war Eduard Marcard Regierungsassessor in Aurich. Im Jahr 1859 wurde er Referent im Ministerium des Inneren in Hannover und 1866 zum Regierungsrat ernannt.
Nach der Annexion Hannovers wurde Marcard in den preußischen Staatsdienst übernommen und 1867 an das preußische Ministerium für Landwirtschaft, Domänen und Forsten versetzt. Hier begann seine bemerkenswerte Ministeriallaufbahn. 1868 erfolgte die Beförderung zum Geheimen Regierungsrat und innerhalb kürzester Zeit danach zum Geheimen Oberregierungsrat. Im Jahr 1875 wurde er Ministerialdirektor mit dem Titel eines Wirklichen Geheimen Oberregierungsrats. Schließlich war er ab 1882 bis zu seinem Tod als Unterstaatssekretär höchster Beamter dieses Ressorts.
Besondere Verdienste erwarb sich Marcard, der bis 1874 Referent für das Veterinärwesen war, bei der Erarbeitung des Entwurfs des preußischen Viehseuchengesetzes, das 1884 die Grundlage des Reichsviehseuchengesetzes bildete. 1884 wurde er Vorsitzender der technischen Deputation für das Veterinärwesen. Seit 1876 war er Präsident des Landesökonomiekollegiums. Zeitweilig führte er auch den Vorsitz in der Zentralen Moorkommission.
Ab 1877 gehörte er dem preußischen Staatsrat an. Darüber hinaus war er 1890 Vertreter der preußischen Bevollmächtigten zum Bundesrat. Von 1879 bis 1885 vertrat er als Mitglied der Freikonservativen Partei den Wahlkreis Lingen-Bentheim im Preußischen Abgeordnetenhaus.
Eduard Macard starb, nur drei Tage nach seinem 66. Geburtstag, am 17. Dezember 1892 in Berlin. Seine letzte Ruhestätte fand er auf dem Alten Zwölf-Apostel-Kirchhof in Schöneberg bei Berlin. Das Grab ist nicht erhalten.

## Familie
Marcard heiratete am 20. August 1856 in Osnabrück Wilhelmine Gosling (* Oktober 1831). Das Paar hatte mehrere Kinder:
- Karl (* 13. Juni 1857; † 16. Mai 1900), preußischer Verwaltungsbeamter und Parlamentarier ⚭ 1887 Marie Harnier (* 1861)
- Hedwig Charlotte Mathilde (* 16. September 1858; † 3. September 1876)
- Maria Anna Wilhelmine (* 13. Januar 1860) ⚭ 1887 Ludwig Bogen († 3. Februar 1888)
- Eduard Oskar Hermann (* 9. Februar 1862), Regierungsrat
- Adolf Emil August (* 20. Juli 1863; † 3. Juni 1889)
- Wilhelm Georg Bernhard (* 20. September 1866) ⚭ (I) Klara von Meding (* 2. August 1877), ⚭ (II) Carmen von Conring (* 1875), Mutter von Enno von Marcard (1900–1993), Bankier
- Erich Auguste Georg (* 13. September 1869)
- Klara Rosa Frida Bertha (* 7. Mai 1871)

## Ehrungen
- 1884 erhielt Eduard Marcard den Titel Excellenz und Wirklicher Geheimer Rat.
- Anlässlich ihres 150-jährigen Bestehens verlieh die Juristische Fakultät der Universität Göttingen ihm 1887 die Würde eines Dr. jur. h. c.
- Am 5. Mai 1888 wurde er durch Kaiser Friedrich III. in den erblichen Adelsstand erhoben.[5]
- Nach Fertigstellung des Ems-Jade-Kanals erhielt 1890 ein dort gegründetes Dorf den Namen Marcardsmoor, wodurch Eduard Marcards verdienstvolle Arbeit in der Zentralen Moorkommission gewürdigt wurde. Die Ortschaft wurde 1972 in die Stadt Wiesmoor (Landkreis Aurich) eingemeindet.
- Nach seinem Tode beauftragte 1893 ein in Preußen ansässiger Tierarztverband den Bildhauer Ernst Herter, eine Büste von Marcard anzufertigen, die in der früheren Tierärztlichen Hochschule Berlin aufgestellt wurde und sich heute im Besitz der Humboldt-Universität zu Berlin befindet.